# Louis Antoine Macarel
Pour les articles homonymes, voir Macarel.
Louis-Antoine Macarel, né le 20 janvier 1790 à Orléans et mort le 24 mars 1851 à Paris, est un juriste français.

## Biographie
Louis Antoine Macarel est né le 20 janvier 1790 à Orléans.
Son père était conseiller à la Cour d'Orléans. 
Avocat, professeur de droit et conseiller d'État, Louis Antoine Macarel fut l'un des fondateurs de la science et de l'enseignement du droit administratif en France avec Louis Marie de Lahaye de Cormenin (1788-1868) et Joseph-Marie de Gérando (1772-1842).
Il remplit, à partir de 1828, la chaire de droit administratif à l'École de droit, fut nommé en 1830 maître des requêtes, puis conseiller d'État ; fut appelé peu après par H. de Montalivet, alors ministre de l'intérieur, à la direction de l'administration départementale et communale, eut dans ce poste à préparer plusieurs lois importantes, fut, en 1849, élu par l'Assemblée nationale membre du Conseil d'État et porté à la présidence de la section d'administration. 
Macarel avait dès 1818 publié des Éléments de Jurisprudence administrative ; il les compléta en 1828 par son traité Des Tribunaux administratifs.
Il est l'auteur d'un ouvrage : Éléments de droit politique, paru à Paris en 1833.
Il créa en 1821 le Recueil des Arrêts du Conseil ou Ordonnances Royales rendues en Conseil d'État, sur toutes les matières du contentieux de l'administration. Poursuivi par ses collaborateurs et successeurs, notamment Félix Lebon, ce Recueil des décisions du Conseil d’État, statuant au contentieux existe toujours, sous le nom de Recueil Lebon. 
Le beau-père de Macarel était Clément Félix Champion de Villeneuve, dernier ministre de l'intérieur de Louis XVI.
Il est inhumé au cimetière du Montparnasse en 13e Division – 2e Ligne Ouest – no 13 par le Nord.